# Kevin Hagen
Kevin Hagen (Chicago, 3 de abril de 1928 – Grants Pass, 9 de julho de 2005) foi um ator americano mais conhecido por seu papel como Dr. Hiram Baker em Os Pioneiros da NBC.

## Biografia
Hagen nasceu em Chicago, Illinois, filho de dançarinos de salão profissionais, Haakon Olaf Hagen e Marvel Lucile Wadsworth. Quando Haakon Hagen abandonou sua família, o jovem Hagen foi criado por sua mãe, avó e tias. Aos 15 anos, ele se mudou para Portland, Oregon, onde uma de suas tias havia conseguido um emprego de professora. Hagen estudou na Jefferson High School de Portland. Sua família voltou para Chicago e ele estudou na Oregon State University em Corvallis e na University of Southern California em Los Angeles, Califórnia, onde se formou em relações internacionais. Hagen passou um ano na faculdade de direito na Universidade da Califórnia, em Los Angeles, e foi funcionário do Departamento de Estado dos EUA na Alemanha Ocidental, em seguida, passou dois anos na Marinha dos Estados Unidos. Hagen ensinou dança de salão para Arthur Murray. Aos 27 anos, Hagen foi visto em uma produção de Desire Under the Elms de Eugene O'Neill e recebeu um papel de ator convidado na clássica série policial dos anos 1950, Dragnet, estrelando Jack Webb.

## Personagens
O primeiro papel regular de Hagen em uma série foi em 1958 no papel de John Colton, o administrador da cidade de Nova Orleans no Western Yancy Derringer da CBS.
Em 29 de abril de 1962, Hagen foi escalado para o episódio "Cort" de Lawman.
Hagen foi ator convidado em Gunsmoke, The Big Valley, Bonanza, Laramie, Paladino do Oeste, Mannix , O Túnel do Tempo e Perry Mason. Ele apareceu como Inspetor Dobbs Kobick em nove episódios de Terra de Gigantes  de 1968-70.
Outras aparições incluíram Tales of Wells Fargo, Bat Masterson, Riverboat, Wagon Train, Outlaws, Straightaway, GE True, Hawaiian Eye, Viagem ao Fundo do Mar, Além da imaginação, Daniel Boone, Blue Light, Missão: Impossível, Rawhide, 77 Sunset Strip, M * A * S * H, O Homem do Rifle, Lancer, The Virginian, The Guns of Will Sonnett, The Cowboys, Perdidos No Espaço , The Silent Force, Sara, Quincy, ME, Simon and Simon, e Knots Landing.
Hagen interpretou um renegado confederado que mata o filho e a nora de James Stewart no filme Shenandoah de 1965. Seu papel mais famoso foi Doc Baker em Little House on the Prairie.

## Vida pessoal
Em 1992, Hagen mudou-se para Grants Pass no sudoeste do Oregon, onde se apresentou em concertos, teatros com jantar e no palco em Medford, Ashland e Grants Pass, incluindo o show solo A Playful Dose of Prairie Wisdom.
Hagen foi casado com a atriz Susanne Cramer até sua morte em 1969.
Em 2004, Hagen foi diagnosticado com câncer de esôfago. Ele morreu em 9 de julho de 2005 em sua casa em Grants Pass. Hagen deixou sua esposa, Jan, que conheceu em 1993, e seu filho, Kristopher. 

## Filmografia
| Ano       | Título                      | Função                  | Notas                          |
| --------- | --------------------------- | ----------------------- | ------------------------------ |
| 1958      | The Ligth in the Forest     | Violinista              | Sem crédito                    |
| 1958      | Gunsmoke em Tucson          | Clem Haney              |                                |
| 1959      | Pork Chop Hill              | Cpl. Kissell            |                                |
| 1961      | Os Intocáveis               | Sueco Kelso             | Episódio "Stranglehold"        |
| 1961      | Straightaway                | Frazer                  | Episódio "O Estranho"          |
| 1962      | Rider on a Dead Horse       | Jake Fry                |                                |
| 1963      | The Virginian               | Oscar Swenson           | Episódio "Fuja para Casa"      |
| 1963      | The Man from Galveston      | John Dillard            |                                |
| 1964      | Rio Conchos                 | Loiro                   |                                |
| 1965      | Shenandoah                  | Mula - desertor rebelde |                                |
| 1967      | The Ride to Hangman's Tree  | Prisioneiro             | Sem crédito                    |
| 1967      | O Último Desafio            | Frank Garrison          |                                |
| 1967      | The High Chaparral          | Curtidor                | Episódio "Sombras na Terra"    |
| 1969      | The Learning Tree           | Doc Tim Cravens         |                                |
| 1973      | Gentle Savage               | Ken Shaeffer            |                                |
| 1974-1984 | Little House on the Prairie | Hiram "Doc" Baker       | 113 episódios + 3 filmes de TV |
| 1980      | The Hunter                  | Jogador de pôquer nº 2  |                                |
| 1986      | Power                       | Policial                |                                |
| 1990      | Tha Ambulance               | Policial em Estábulos   | (papel final no filme)         |